# Libnotes (Libnotes) kusaiensis
Libnotes (Libnotes) kusaiensis is een tweevleugelige uit de familie steltmuggen (Limoniidae). De soort komt voor in het Australaziatisch gebied.